# Гремячая (станция)
Гремя́чая — железнодорожная станция Волгоградского отделения Приволжской железной дороги, расположена в Котельниковском районе Волгоградской области.
Граница смыкания Сталинградского и Северо-Кавказского военных фронтов в 1942 году проходила по линии «Верхне-Курмоярская — станция Гремячая — Кетченеры», пересекая северную и восточную часть Котельниковского района Волгоградской области.
В 2013—2014 годах проведена реконструкция станции, в рамках которой осуществлено удлинение приёмо-отправочных станционных путей для пропуска поездов повышенной массы до шести тысяч тонн и длины 71 условных единиц. Реконструкция станции связана с реализацией инвестиционного проекта по строительству горно-обогатительного комбината на Гремячинском месторождении.
29 июля 2024 года на перегоне Гремячая—Котельниково произошло столкновение пассажирского поезда «Казань—Адлер» с выехавшим на переезд КамАЗом, приведшее к крушению; более 50 человек были госпитализированы.